# Horisme flavovenata
Horisme flavovenata là một loài bướm đêm trong họ Geometridae.